# Ontonagon
Ontonagon é uma vila localizada no estado americano de Michigan, no Condado de Ontonagon.

## Demografia
Segundo o censo americano de 2000, a sua população era de 1769 habitantes.
Em 2006, foi estimada uma população de 1597, um decréscimo de 172 (-9.7%).

## Geografia
De acordo com o United States Census Bureau tem uma área de
10,0 km², dos quais 9,7 km² cobertos por terra e 0,3 km² cobertos por água.

## Localidades na vizinhança
O diagrama seguinte representa as localidades num raio de 64 km ao redor de Ontonagon.